# Halechiniscus perfectus
Halechiniscus perfectus är en djurart som tillhör fylumet trögkrypare, och som beskrevs av Schulz 1955. Halechiniscus perfectus ingår i släktet Halechiniscus och familjen Halechiniscidae. Inga underarter finns listade i Catalogue of Life.